# Jawor
Jawor Lengyelország délkeleti részén, a Kárpátaljai vajdaságban, a Leskói járásban található település. A község  Solinától közel 2 kilométernyire fekszik északkeleti irányban, míg a járási központnak számító Lesko 14 kilométernyire északnyugatra található, valamint a vajdaság központja, Rzeszów 79 kilométernyire északnyugatra van a településtől.

## Fordítás
- Ez a szócikk részben vagy egészben  a   Jawor című angol Wikipédia-szócikk ezen változatának fordításán alapul.  Az eredeti cikk szerkesztőit annak laptörténete sorolja fel. Ez a jelzés csupán a megfogalmazás eredetét és a szerzői jogokat jelzi, nem szolgál a cikkben szereplő információk forrásmegjelöléseként.